# Fanamokala
Fanamokala is een geslacht van vliesvleugeligen uit de familie Pteromalidae. De wetenschappelijke naam van dit geslacht is voor het eerst geldig gepubliceerd in 1960 door Jean Risbec.

## Soorten
Het geslacht Fanamokala is monotypisch en omvat slechts de volgende soort:
- Fanamokala perineti Risbec, 1960